# 마크 울프
마크 울프(Mark Wolff, 1967년 ~ )는 캐나다의 모델로, 주로 게이 포르노 업계에서 활동하고 있다. 모델 산업뿐만 아니라 자신의 사이트에서 프로듀스 활동도 하고 있다. 니코니코 동화에서는 이카리야 비오란테(いかりやビオランテ)라는 애칭으로 불리고 있다.

## 주요 출연 작품
- Gladiators
- Lords of the Lockerroom
- Wolff Whipped
- Wolff's World
- Prototype